# Clube Atlético Bancário
O Clube Atlético Bancário foi um clube de futebol de campo brasileiro que fechou seu departamento profissional na década de 1970, da cidade de Pelotas, no estado do Rio Grande do Sul, O seu melhor jogador da história foi o Seu José Carlos camisa 11 do clube na época.

## História
O Bancário foi fundado em 10 de dezembro de 1925, mesmo ano em que é inscrito na Liga Pelotense de Futebol. Em 1927, o campo do Brasil, localizado perto da Estação Férrea, é vendido ao Bancário, pelo Dr. Augusto Simões Lopes. Conquistou os títulos do Campeonato Municipal de 1940 e 1947. Participou do Campeonato Gaúcho de Futebol em 1940, e em 1947,[carece de fontes?] como representante de Pelotas. Em 1960, o clube recebe uma homenagem da Câmara Municipal, sendo declarado como utilidade pública. 

## Títulos

### Estaduais
- Campeonato Citadino de Pelotas[4]: 2 vezes (1940 e 1947).